# Sofia Luisa di Meclemburgo-Schwerin
Sofia Luisa di Meclemburgo-Schwerin (Grabow, 6 maggio 1685 – Schwerin, 29 luglio 1735) fu, quale consorte di Federico I, la seconda regina in Prussia.

## Biografia

### Duchessa di Meclemburgo-Schwerin
Sofia Luisa, a volte erroneamente chiamata, a causa del suo luogo di nascita, principessa o duchessa di Meclemburgo-Grabow, era la quartogenita ed unica figlia del duca Federico di Meclemburgo-Schwerin (detto il "principe di Grabow") e di sua moglie, la langravia Cristina Guglielmina d'Assia-Homburg.
Dopo la morte prematura del padre crebbe presso la corte del fratello maggiore Federico Guglielmo, che era divenuto duca di Meclemburgo-Schwerin. Salvo lezioni di francese e di musica, Sofia Luisa non ricevette alcuna formazione specifica. Il suo carattere riservato e grave tuttavia fu il frutto della rigorosa educazione luterana impartitale.

### Regina in Prussia
Dopo la morte della sua seconda moglie, Sofia Carlotta di Hannover, avvenuta nel 1705, l'ormai cinquantenne re Federico I venne indotto a risposarsi dal partito di corte guidato dall'influente primo ministro, il conte von Wartenberg per considerazioni dinastiche (il suo unico figlio Federico Guglielmo non aveva ancora generato alcun erede). La scelta cadde su Sofia Luisa di Meclemburgo-Schwerin, allora definita "Venere del Meclemburgo" e il matrimonio venne celebrato, il 28 novembre 1708, nel castello di Berlino.
La giovane regina fu oscurata dalla fama della seconda moglie del re, che al contrario aveva tenuto una scintillante corte, frequentata da celebri intellettuali e il matrimonio non produsse figli. Fu vittima degli intrighi di corte e le fu avversa in particolare la moglie del primo ministro von Wartenberg; si rassegnò al compito di fare da infermiera al marito e tentò di convertirlo al luteranesimo, anche per influsso della sua dama di corte, la signora von Grävenitz. In seguito, sotto l'influsso degli insegnamenti di August Hermann Francke, il suo zelo religioso si trasformò in un ossessivo pietismo e cadde in una profonda depressione e in uno stato di confusione mentale, cosicché non poté più partecipare alla vita di corte.
Nel gennaio del 1713, solo poche settimane prima della sua morte, il re si separò dalla moglie, che fu portata a Perwenitz nell'Havelland.
Il successore, Federico Guglielmo, la rinviò, ormai malata, alla sua famiglia nel Meclemburgo, dove visse dapprima segregata nel castello di Grabow, dopo un breve periodo di tempo a Neustadt-Glewe, ed in seguito nel castello di Schwerin, dove morì nel 1735 all'età di cinquant'anni. Fu sepolta nella Schelfkirche St. Nikolai di Schwerin. A Berlino aveva fondato nel 1712 la Sophienkirche nel quartiere Mitte.

## Titoli e denominazione
- 6 maggio 1685 - 28 novembre 1708 Sua Altezza Serenissima Principessa Sofia Luisa di Meclemburgo-Schwerin
- 28 novembre 1708 - 25 febbraio 1713 Sua Maestà La Regina in Prussia
- 25 febbraio 1713 - 29 luglio 1735 Sua Maestà La Regina Vedova in Prussia

## Ascendenza
|                                           |                            |                                               | Genitori                           |  |  | Nonni |  |  | Bisnonni                             |  |  | Trisnonni                                  |  |
|                                           |                            |                                               |                                    |  |  |       |  |  | Giovanni VII di Meclemburgo-Schwerin |  |  | Giovanni Alberto I di Meclemburgo-Schwerin |  |
|                                           |                            |                                               |                                    |  |  |       |  |  | Giovanni VII di Meclemburgo-Schwerin |  |  | Giovanni Alberto I di Meclemburgo-Schwerin |  |
|                                           |                            | Anna Sofia di Prussia                         |                                    |  |  |       |  |  | Giovanni VII di Meclemburgo-Schwerin |  |  |                                            |  |
| Adolfo Federico I di Meclemburgo-Schwerin |                            |                                               |                                    |  |  |       |  |  | Giovanni VII di Meclemburgo-Schwerin |  |  |                                            |  |
|                                           |                            | Sofia di Holstein-Gottorp                     | Adolfo di Holstein-Gottorp         |  |  |       |  |  |                                      |  |  |                                            |  |
|                                           |                            | Sofia di Holstein-Gottorp                     | Adolfo di Holstein-Gottorp         |  |  |       |  |  |                                      |  |  |                                            |  |
|                                           |                            | Sofia di Holstein-Gottorp                     | Cristina d'Assia                   |  |  |       |  |  |                                      |  |  |                                            |  |
| Federico di Meclemburgo-Schwerin          |                            | Sofia di Holstein-Gottorp                     |                                    |  |  |       |  |  |                                      |  |  |                                            |  |
|                                           |                            | Giulio Ernesto di Brunswick-Dannenberg        | …                                  |  |  |       |  |  |                                      |  |  |                                            |  |
|                                           |                            | Giulio Ernesto di Brunswick-Dannenberg        | …                                  |  |  |       |  |  |                                      |  |  |                                            |  |
|                                           |                            | Giulio Ernesto di Brunswick-Dannenberg        | …                                  |  |  |       |  |  |                                      |  |  |                                            |  |
| Maria Caterina di Braunschweig-Dannenberg |                            | Giulio Ernesto di Brunswick-Dannenberg        |                                    |  |  |       |  |  |                                      |  |  |                                            |  |
|                                           |                            | Maria dell'Osterfriesland                     | …                                  |  |  |       |  |  |                                      |  |  |                                            |  |
|                                           |                            | Maria dell'Osterfriesland                     | …                                  |  |  |       |  |  |                                      |  |  |                                            |  |
|                                           |                            | Maria dell'Osterfriesland                     | …                                  |  |  |       |  |  |                                      |  |  |                                            |  |
| Sofia Luisa di Meclemburgo-Schwerin       |                            | Maria dell'Osterfriesland                     |                                    |  |  |       |  |  |                                      |  |  |                                            |  |
|                                           | Federico I d'Assia-Homburg | Giorgio I d'Assia-Darmstadt                   |                                    |  |  |       |  |  |                                      |  |  |                                            |  |
|                                           | Federico I d'Assia-Homburg | Giorgio I d'Assia-Darmstadt                   |                                    |  |  |       |  |  |                                      |  |  |                                            |  |
|                                           | Federico I d'Assia-Homburg | Maddalena di Lippe                            |                                    |  |  |       |  |  |                                      |  |  |                                            |  |
| Guglielmo Cristoforo d'Assia-Homburg      | Federico I d'Assia-Homburg |                                               |                                    |  |  |       |  |  |                                      |  |  |                                            |  |
|                                           |                            | Margherita Elisabetta di Leiningen-Westerburg | Cristoforo di Leiningen-Westerburg |  |  |       |  |  |                                      |  |  |                                            |  |
|                                           |                            | Margherita Elisabetta di Leiningen-Westerburg | Cristoforo di Leiningen-Westerburg |  |  |       |  |  |                                      |  |  |                                            |  |
|                                           |                            | Margherita Elisabetta di Leiningen-Westerburg | Anna Maria Ungnad di Weissenwolff  |  |  |       |  |  |                                      |  |  |                                            |  |
| Cristina Guglielmina d'Assia-Homburg      |                            | Margherita Elisabetta di Leiningen-Westerburg |                                    |  |  |       |  |  |                                      |  |  |                                            |  |
|                                           |                            | Giorgio II d'Assia-Darmstadt                  | Luigi V d'Assia-Darmstadt          |  |  |       |  |  |                                      |  |  |                                            |  |
|                                           |                            | Giorgio II d'Assia-Darmstadt                  | Luigi V d'Assia-Darmstadt          |  |  |       |  |  |                                      |  |  |                                            |  |
|                                           |                            | Giorgio II d'Assia-Darmstadt                  | Maddalena di Brandeburgo           |  |  |       |  |  |                                      |  |  |                                            |  |
| Sofia Eleonora d'Assia-Darmstadt          |                            | Giorgio II d'Assia-Darmstadt                  |                                    |  |  |       |  |  |                                      |  |  |                                            |  |
|                                           |                            | Sofia Eleonora di Sassonia                    | Giovanni Giorgio I di Sassonia     |  |  |       |  |  |                                      |  |  |                                            |  |
|                                           |                            | Sofia Eleonora di Sassonia                    | Giovanni Giorgio I di Sassonia     |  |  |       |  |  |                                      |  |  |                                            |  |
|                                           |                            | Sofia Eleonora di Sassonia                    | Maddalena Sibilla di Hohenzollern  |  |  |       |  |  |                                      |  |  |                                            |  |
|                                           |                            | Sofia Eleonora di Sassonia                    |                                    |  |  |       |  |  |                                      |  |  |                                            |  |